# 布勒特伊
布勒特伊（法語：Breteuil，法語發音：[bʁətœj]），俗称努瓦河畔布勒特伊（Breteuil-sur-Noye，法語發音：[bʁətœj syʁ nwa]），法国北部城市，上法兰西大区瓦兹省的一个市镇，隶属于克莱蒙区，其市镇面积为17.27平方公里，2022年1月1日时人口数量为4,189人，在法国城市中排名第2,590位。
布勒特伊位于瓦兹省北部，历史上属于法兰西岛和皮卡第的交汇地带，现代是一个区域性的中心城市和公路枢纽。

## 地名来源

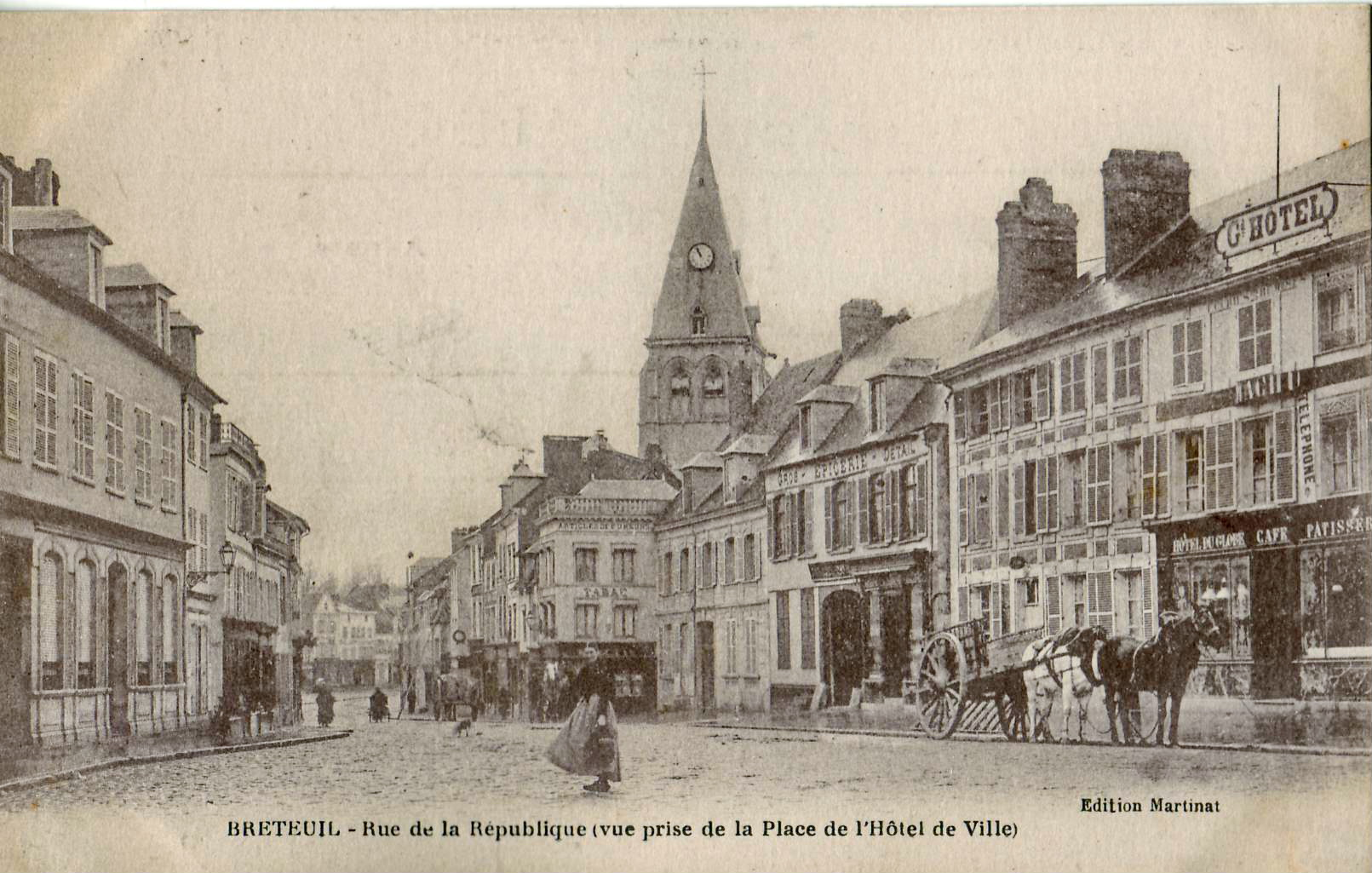
20世纪初的布勒特伊

“布勒特伊”一名来源于古高卢语“Britouius”，意为“玛尔斯之城”，厄尔省同名市镇的名称来源与此相同。

## 历史
布勒特伊的早期历史尚不清楚，一座名叫“Bratuspantium”的奥皮杜姆在凯撒大帝的《高卢战记》中被提及，根据推断，该地可能就是指的布勒特伊。中世纪时期，布勒特伊长期为皮卡第南部的一处普通村落，当地的领主在此建有私人宅邸，并逐渐扩张为城堡。英法百年战争期间，布勒特伊被英格兰-勃艮第联军摧毁。法国大革命后，布勒特伊成为瓦兹省的一个市镇，并在1790至1795年间为该省的一个地区行署。工业革命期间，一条连接布勒特伊和巴黎－里尔铁路的地方铁路建成通车，后在一战时期被炸毁。第二次世界大战期间，德意志国防军于1940年5月7日对布勒特伊进行了轰炸，造成当地85%的房屋被毁。

## 地理

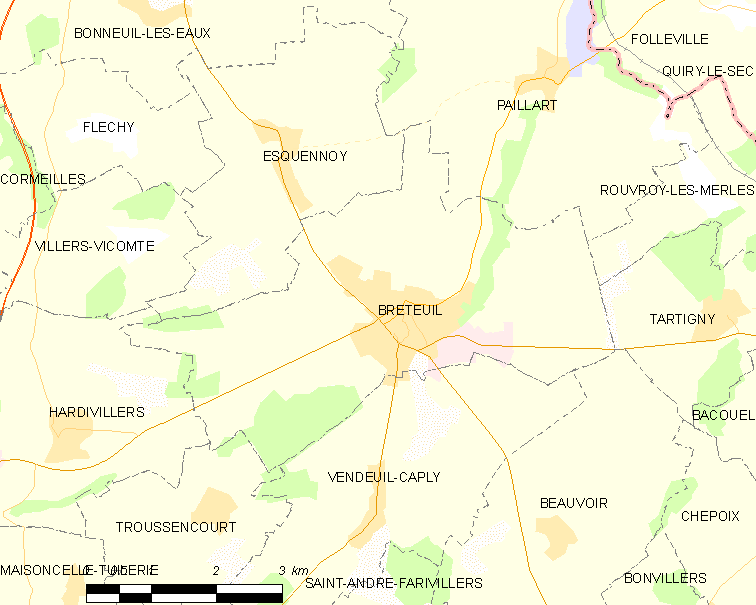
布勒特伊市镇范围地图

布勒特伊位于法国北部，上法兰西大区南部和瓦兹省北部，距离省会博韦大约30公里。与布勒特伊接壤的市镇包括：博瓦尔、埃凯努瓦、阿迪维莱、帕亚尔、鲁夫鲁瓦莱梅尔勒、塔尔蒂尼、特鲁桑库尔、旺德伊-卡普利。

### 地形
布勒特伊位于皮卡第平原与巴黎盆地的交界地带，境内以平原为主，市镇中心地势较为平坦，部分区域略有起伏，全境海拔在70到166米之间。

### 水文
努瓦河自南向北流经境内，该河是索姆河的支流。

### 植被
布勒特伊属于温带阔叶混交林区，林地广泛分布于河流两岸及市镇南部。
在鲜花城市的评比中，布勒特伊暂未被评级。

### 气候
布勒特伊在柯本气候分类法中属于温带海洋性气候。

## 行政区划
布勒特伊是法国上法兰西大区瓦兹省的一个市镇，编号为60104。布勒特伊隶属于克莱蒙区、瓦兹省第一选区和圣瑞斯特昂绍塞县，同时也是皮卡第瓦兹市镇公共社区的办公驻地。
法国国家统计与经济研究所（简称）在进行数据统计时，将布勒特伊单独设为布勒特伊城市核心区。自2020年起，包括布勒特伊在内的5个市镇被划入布勒特伊城市辐射区代替。此外，还将布勒特伊市镇整体看作一个“块区”（IRIS）。

## 交通

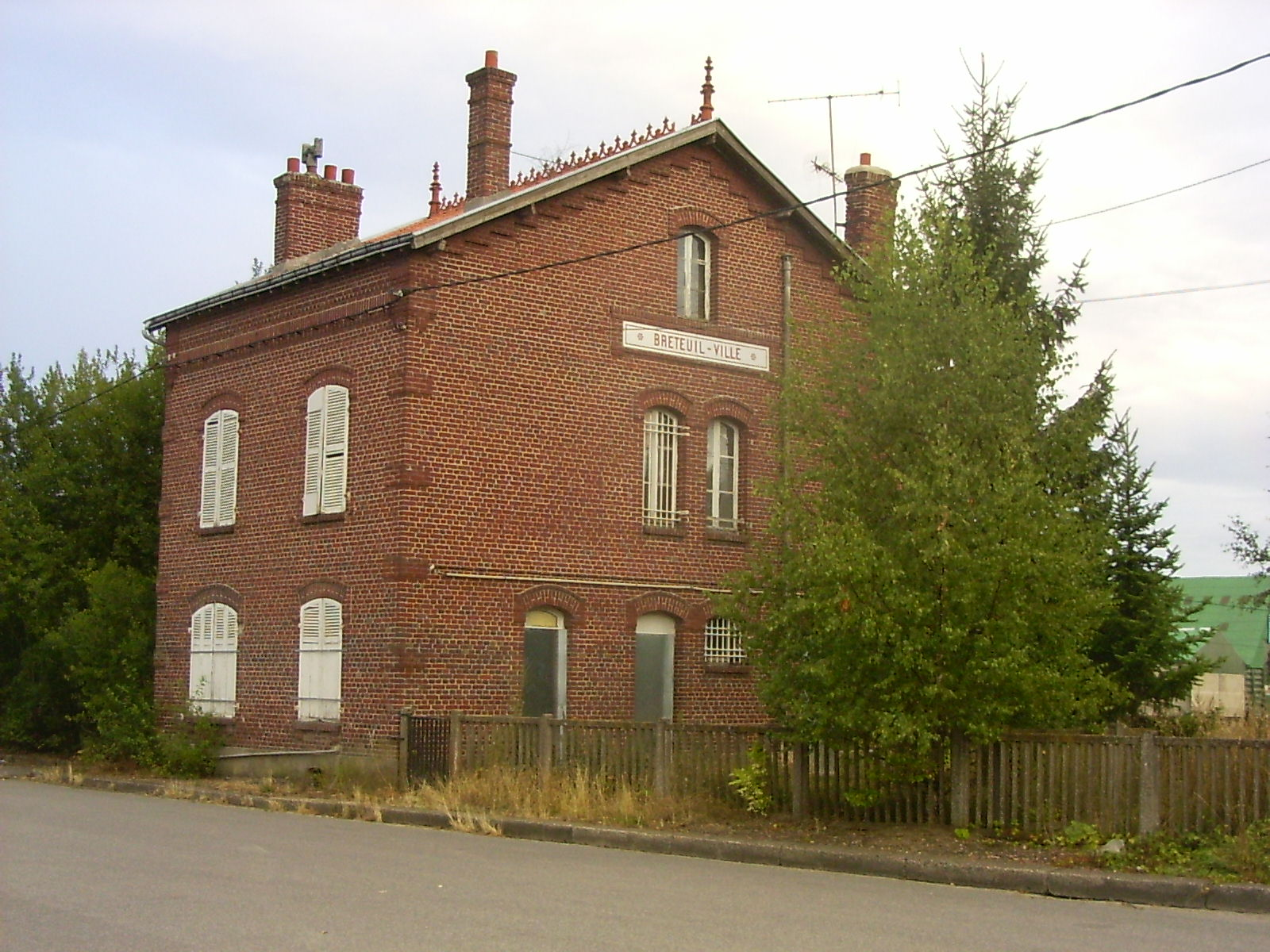
布勒特伊火车站旧址

### 公路
多条瓦兹省省道在布勒特伊境内交汇，上法兰西大区下属的城际客运提供途径布勒特伊的校车线路，可前往博韦和蒙迪迪耶。
2017年，68%的布勒特伊家庭拥有至少一辆私人汽车。2018年，布勒特伊境内共发生各类交通事故3起，造成3人受伤。

### 铁路
布勒特伊位于布勒特伊地方铁路上，该铁路连接布勒特伊市区和巴黎－里尔铁路，自1939年起基本关闭。
距离布勒特伊最近的铁路车站是布勒特伊支线站，该站停靠往返于巴黎和亚眠之间的区域列车。

### 航空
距离布勒特伊最近的民用航空站为博韦蒂耶机场，距离布勒特伊市中心的公路里程约28公里。

### 城市公共交通
截至2021年7月，布勒特伊暂无城市公共交通系统。

## 政治
布勒特伊的现任市长为让·科维尔先生（Jean Cauwel），他是共和党的一名成员，在2020年的市政选举中获得了100%的支持率（无其他候选人）。
在2017年的法国总统大选中，法国极右翼政党民族阵线主席玛丽娜·勒庞在布勒特伊获得了53.76%的支持率。

## 人口
2018年，布勒特伊市镇人口数量为4,244，在法国排名第2,590位。其中男性2,073人，女性2,267人，75岁及以上人口占10.2%，外籍人口数量为1,009人，人口密度为246人/平方公里，当地男性居民被称为或，女性居民被称为或。2019年，布勒特伊境内出生48人，死亡人口47人。
| 年份   | 1936  | 1946  | 1954  | 1962  | 1968  | 1975  | 1982  | 1990  | 1999  | 2006  | 2007  | 2008  | 2013  | 2018  |
| ------ | ----- | ----- | ----- | ----- | ----- | ----- | ----- | ----- | ----- | ----- | ----- | ----- | ----- | ----- |
| 人口數 | 2,359 | 1,785 | 2,241 | 2,748 | 3,085 | 3,531 | 3,873 | 3,879 | 4,131 | 4,267 | 4,287 | 4,307 | 4,536 | 4,244 |

## 经济
截至2021年7月，布勒特伊境内共有各类用人单位419家，平均历史为17年，其中.%为中小型企业（PME）。（农副产品）、（纸业）及（冷品销售）是当地2019年营业额最高的三个企业，分别为12,175,850欧元、11,056,324欧元和3,198,225欧元。

## 财政收入
2019年，布勒特伊的财政收入总额为5,665,830欧元，财政支出总额为4,852,440欧元，当年的债务总额为1,662,310欧元。2020年，布勒特伊共获得970,760欧元的国家财政补助，比上一年增加了0.02%。
2017年，布勒特伊的人均月收入总额为1,825欧元，其中高级职员为3,205欧元，低于法国平均水平（4,214欧元）；中级职员为2,150欧元，低于法国平均水平（2,353欧元）；普通职员为1,591欧元，亦低于法国平均水平（1,690欧元）。
2017年，布勒特伊境内的青壮年（15至64岁）失业率为21.5%，当地35.7%的家庭拥有纳税资格，平均纳税2,059欧元，低于法国平均水平（3,888欧元）。

## 社会事务

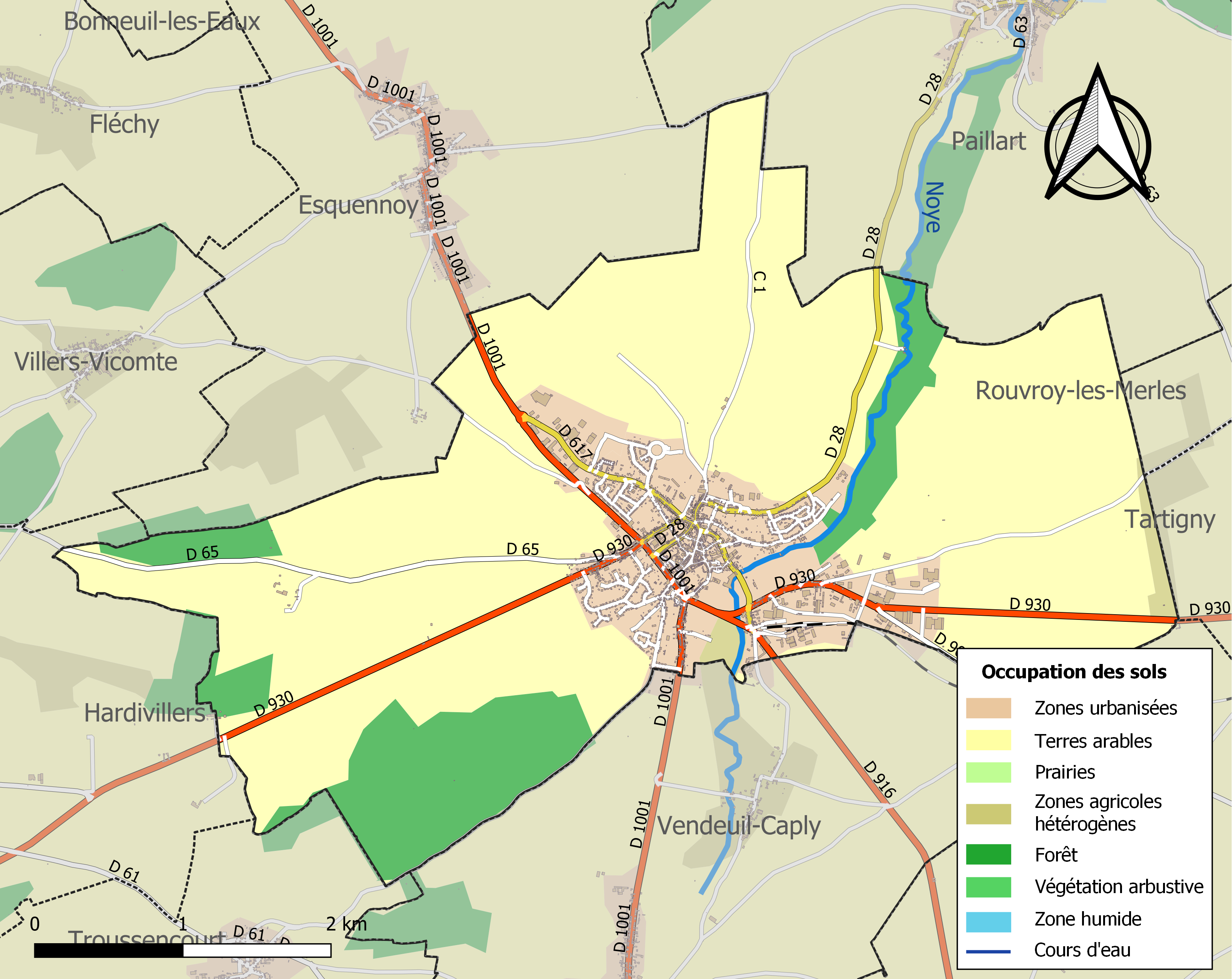
布勒特伊土地利用情况地图

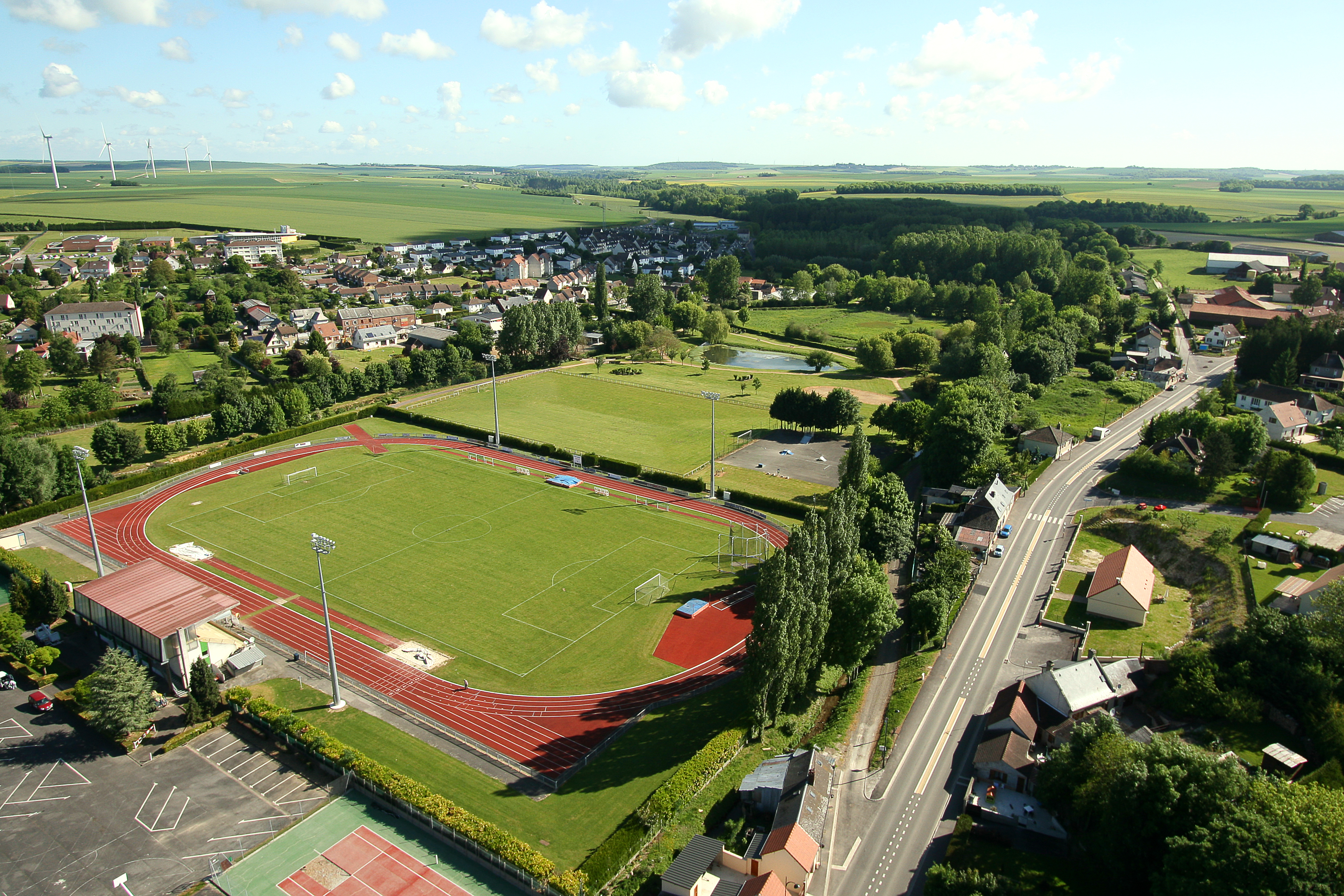
布勒特伊体育场

### 教育
布勒特伊属于亚眠学区。截止2019年1月1日，布勒特伊境内共有2所幼儿园、2所小学、2所初级中学。2018至2019学年度，布勒特伊境内共有在校中等教育阶段学生660名。

### 医疗
截止2019年1月1日，布勒特伊境内共有全科医生11名、保健师5名、牙医3名、护士8名和助产士1名。境内共有药房2家、养老院2家。
布勒特伊是博韦中心医院（Centre Hospitalier de Beauvais）的服务范围，是法国的一个区域性医疗机构，其主病区位于博韦市区，设有765个床位，是当地规模最大的公立综合性医院。

### 住房
2017年，布勒特伊境内共有各类住房2,150套，其中71.7%为独立式居民区，27.8%为集中式居民区。常住房屋占布勒特伊市镇范围内居民建筑总量的85.9%。
在住房保障政策方面，2017年，布勒特伊境内共有608户家庭获得了住房经济补助，受益人数占总人口数量的14%，其中580份为房租补助。

### 商业
2019年，布勒特伊境内共有各类实体商铺118家，其中餐厅16家、大型超市7家、面包房4家、肉铺4家、书店1家、装饰品店2家、银行门店6家、美容美发店9家、汽车维修店15家。市区西北部建有开放式商业街区，有利多超市和E.Leclerc超市。

### 体育
2019年，布勒特伊境内共有1家游泳池、1间体育馆、1座综合体育场、6处网球场、1处马术场以及4处足球或橄榄球场。
布勒特伊体育联盟（U.S. Breteuil）是当地唯一的注册足球队。

### 环境
布勒特伊的环境事务由其所属的公共社区负责。2019年，布勒特伊境内暂无污染企业。

### 治安
2019年，布勒特伊市镇范围内有1处宪兵队。
2014年，布勒特伊及附近地区共发生各类案件3,033起，其中盗窃类案件2,010起，经济类案件313起，毒品交易类案件95起。

## 文化
2019年，布勒特伊境内暂无任何文化设施。布勒特伊市政府提供多媒体中心，向公众全年开放。

### 建筑

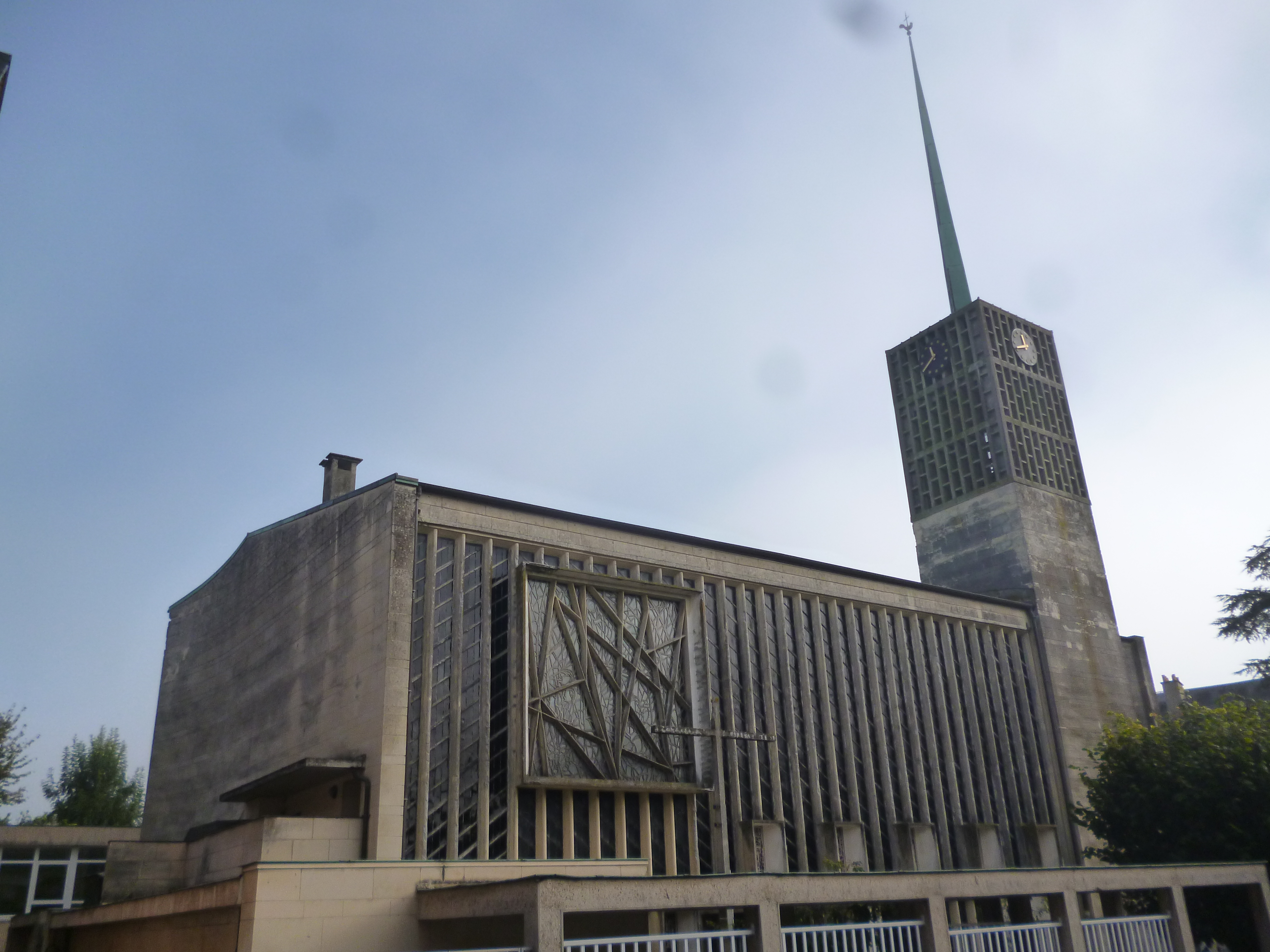
圣让巴蒂斯德教堂

布勒特伊境内有多处法国国家文物保护单位，其中布勒特伊圣母修道院、布勒特伊圣让巴蒂斯德教堂等为当地的代表性建筑物。

### 旅游
布勒特伊的旅游事务由其所属的公共社区负责。2020年，布勒特伊境内暂无任何游客接待设施。

### 媒体
法国主要的媒体均可在布勒特伊接收，法国电视三台下属的上法兰西大区频道在部分时段播出布勒特伊所属区域的地方新闻。

## 相关人物
法国摄影师伊波利特·巴亚尔出生于布勒特伊。

## 友好城市
截至2021年7月，布勒特伊暂未建立任何友好城市关系。